# 노 (영화)
노(No)는 칠레, 프랑스, 미국에서 제작된 파블로 라라인 감독의 2012년 드라마 영화이다. 가엘 가르시아 베르날 등이 주연으로 출연하였다.

## 출연

### 주연
- 가엘 가르시아 베르날
- 알프레도 카스트로

### 조연
- 네스토르 칸티야나
- 안토니아 제거스
- 마르시알 태글
- 로베르토 파리아스
- 마누엘라 오야르준
- 엘사 포블렛